# Oxalis laxicaulis
Oxalis laxicaulis är en harsyreväxtart som beskrevs av Paul Erich Otto Wilhelm Knuth. Oxalis laxicaulis ingår i släktet oxalisar, och familjen harsyreväxter. Inga underarter finns listade i Catalogue of Life.